# بيئة الهند

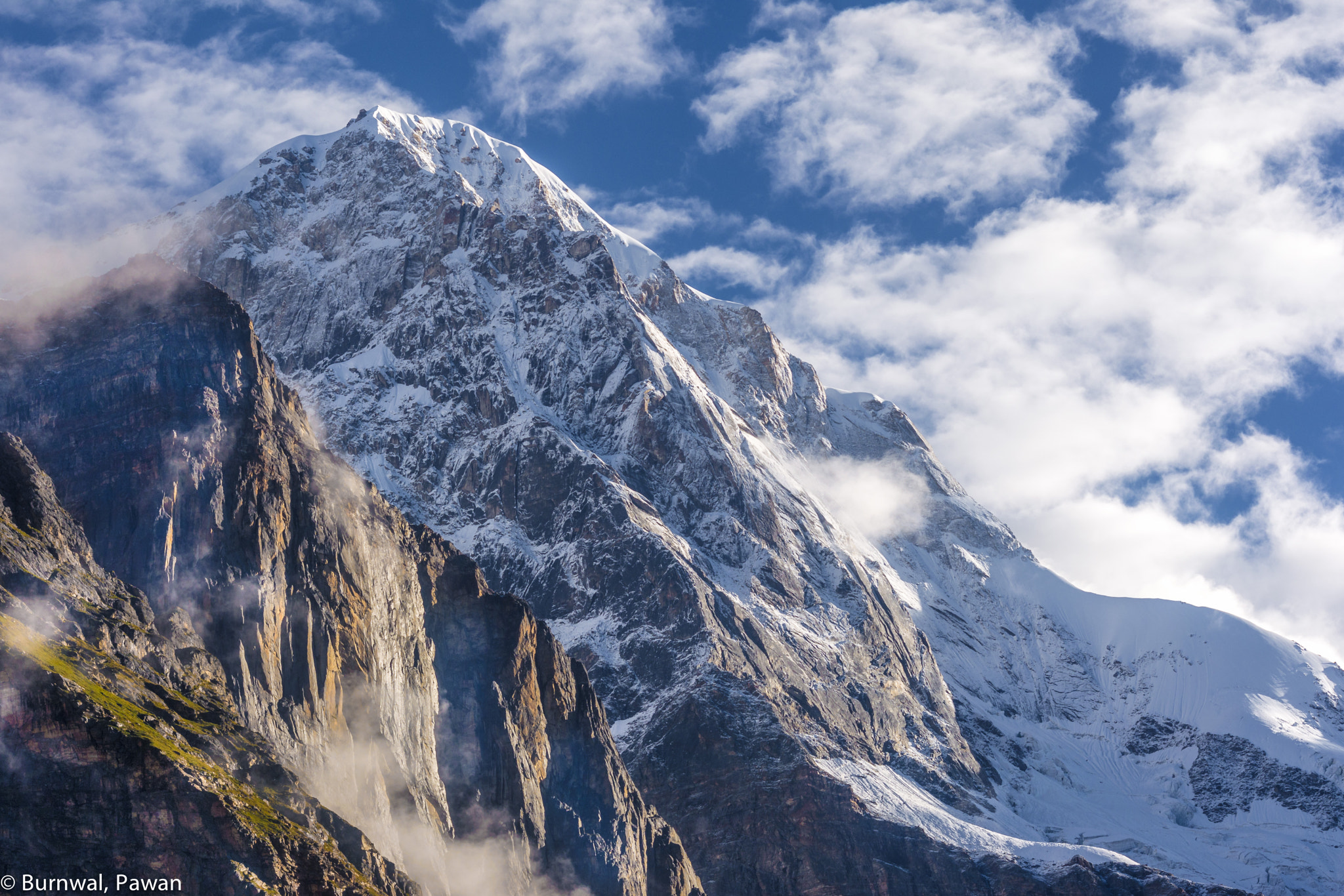
تعد جبال الهيمالايا من أهم المعالم البيئية في الهند.

تضم بيئة الهند بعض المناطق البيئية الأكثر تنوعًا حيويًا في العالم، إذ تُعد مصائد الدكن، وسهل الغانج الهندي، والهيمالايا، من أهم المعالم الجغرافية فيها. تواجه البلاد أشكالًا مختلفة من التلوث، إذ يُمثل قضية بيئية رئيسية في الهند، كونها بلدًا ناميًا يتأثر بتغير المناخ. تمتلك الهند قوانين لحماية البيئة، بل وهي واحدة من الدول التي وقعت اتفاقية التنوع البيولوجي CBD. تُخطط وزارة البيئة والغابات وتغير المناخ، وكل إدارة مُخصصة لحماية الغابات، وتنفذ السياسات البيئية في جميع أنحاء البلاد.

## المميزات

### الكائنات الحية
تمتلك الهند بعض المناطق البيئية الأكثر تنوعًا حيويًا في العالم، مثل الصحاري والجبال العالية والمرتفعات والغابات الاستوائية والمعتدلة والمستنقعات والسهول والأراضي العشبية والمناطق المحيطة بالأنهار والأرخبيلات. تستضيف الهند ثلاث نقاط ساخنة متنوعة بيولوجيًا: منطقة غاتس الغربية، ومنطقة الهيمالايا، ومنطقة الإندو-بورما، إذ تحوي هذه النقاط الساخنة على العديد من الأنواع المستوطنة.
في عام 1992، شكلت الغابات نحو 7,43,534 كيلو مترًا مربعًا من الأراضي الهندية، وقد كان 92 % من هذه الأراضي ملكًا للحكومة. شُجر من هذه الأراضي نحو 22,7 % فقط من أصل 33 % من الأراضي الموصى بتشجيرها بموجب قرار السياسة الحرجية الوطنية (1952). تتألف غالبية هذه الغابات من الأشجار النفضية عريضة الأوراق، إذ تبلغ نسبة نباتات الشورية القاسية نحو سدس هذه الأشجار، والساج الكبير نحو عِشر هذه الأشجار. توجد الصنوبريات في المناطق المرتفعة الشمالية، وتتألف من الصنوبر والعرعر والديودار.
يوجد 350 نوعًا من الثدييات و375 نوعًا من الزواحف و130 نوعًا من البرمائيات و20 ألف نوع حشرة و19 ألف نوعًا من الأسماك و1200 نوع من الطيور في الهند. يُعتبر كل من الأسد الآسيوي والببر البنغالي والنمر، حيوانات مفترسة رئيسية؛ إذ تمتلك البلاد أنواعًا من القطط أكثر من أي بلد آخر. عُثر أيضًا على الفيلة وحيوانات وحيد القرن الهندي وثمانية أنواع من الغزلان.
يوجد هناك أكثر من 17 ألف نوع من النباتات المزهرة في الهند، والتي تمثل 6 % من إجمالي الأنواع النباتية في العالم. تضم الهند نحو 7 % من النباتات الموجودة في العالم. أدت مجموعة واسعة من الظروف المناخية في الهند إلى نشوء مجموعة متنوعة وغنية من النباتات. تضم الهند أكثر من 45 ألف نوع من النباتات، العديد منها مستوطن فيها. تنقسم الهند إلى ثماني مناطق نباتية رئيسية: شمال غرب الهيمالايا، وجبال الهيمالايا الشرقية، وآسام، وسهول إندوس، وسهل جانجا، ودكن، ومالابار، وأندامانز.

### الجُغرافيا
تقع الهند على الصفيحة التكتونية الهندية، في الجزء الشمالي من الصفيحة التكتونية الهندية الأسترالية، والتي تشكل قشرتها القارية شبه القارة الهندية. تقع الدولة شمال خط الاستواء بين خطي العرض الشماليين 8°4' و37°6' وخطي الطول الشرقيين 68°7' و97°25’. وتعد الهند سابع أكبر دولة في العالم، إذ تبلغ مساحتها الإجمالية 3,287,263 كيلومترًا مربعًا (1,269,219 ميلًا مربعًا)، وتبلغ مساحتها من الشمال إلى الجنوب نحو 3,214 كيلومترًا (997 ميلًا)، و2933 كيلومترًا (1822 ميلًا) من الشرق إلى الغرب، ويبلغ طول التُخم نحو 15,200 كيلومترًا (9,445 ميلًا)، وطول الساحل نحو 7,517 كيلومترًا (4,671).
اصطدمت الصحيفة التكتونية الهندية مع صحيفة أوراسيا منذ نحو 40 و60 مليون عامًا وفقًا لأربع ملاحظات، يُعتبر عدم وجود سجل أحفوري للثدييات في الهند منذ نحو 50 مليون عام أحد هذه الملاحظات. مرت الصحيفة التكتونية الهندية أثناء حركتها فوق نقطة ريونيون الساخنة التي أدت إلى حدوث النشاط البركاني، وبالتالي كوّنت مصاطب الدكن. أدى تصادم الصحيفة التكتونية الهندية مع الصحيفة الأوراسية إلى ظهور جبال الهيمالايا، بل وما زالت هذه المنطقة معرضة للزلازل بفعل النشاط التكتوني المستمر. تشكلت سهول الغانج عن طريق ترسب الطمي قبل سهل الغانج الهندي وروافده في المنطقة الواقعة بين سلسلة جبال الهيمالايا وفيندهايا.
يشمل المناخ مجموعة واسعة من الظروف الجوية، عبر نطاق جغرافي واسع وتضاريس متنوعة، الأمر الذي يجعل من إصدار التعميمات المناخية في الهند موضوعًا صعبًا. بالنظر إلى مساحة الهند مع جبال الهيمالايا وبحر العرب وخليج البنغال والمحيط الهندي، يوجد تباين كبير في درجات الحرارة وهطول الأمطار في شبه القارة الهندية. تمتلك الهند ستة أنواع فرعية مناخية، تتراوح بين الصحراء القاحلة في الغرب، والتندرا الألبية والأنهار الجليدية في الشمال، والمناطق الاستوائية الرطبة التي تدعم الغابات المطيرة في المناطق الجنوبية الغربية والأقاليم الجزرية، وذلك بناءً على نظام كوبن، الذي يأخذ بالحسبان متوسط درجات الحرارة الشهرية، ومتوسط الهطول المطري الشهري، ونسبة الهطول المطري السنوي. 
يختلف المناخ في الهند تبعًا للمنطقة، إذ تقسم إدارة الأرصاد الجوية الهندية الفصول في الهند إلى أربعة: الشتاء (من منتصف ديسمبر وحتى منتصف مارس)، والصيف (من منتصف مارس وحتى مايو)، والماطر (من يونيو وحتى سبتمبر)، وتراجع الرياح الموسمية (من أكتوبر وحتى منتصف ديسمبر).

## قضايا
يُعتبر التلوث إحدى القضايا البيئية الرئيسية في الهند.
- يُعد تلوث المياه الناتج عن مياه الصرف المنزلية والصناعية والزراعية ومياه الصرف، مصدر قلق كبير للبلاد. ولكن تبقى مياه الصرف الصحي غير المعالجة هي مصدر التلوث الأكبر للمياه، وتشمل المصادر الأخرى للتلوث كلًا من الصرف الزراعي والصناعات الصغيرة غير المنظمة. وقد أصبحت معظم الأنهار والبحيرات والمياه السطحية ملوثة نتيجةً لذلك.
- تلوث الأرض: تتجسد الأسباب الرئيسية لتلوث التربة (أو الأرض) في تعرية التربة والاستخدام المفرط للأسمدة والمبيدات الكيميائية وتراكم النفايات الصلبة والسائلة وحرائق الغابات وتشبُّع الأرض بالمياه. يمكن التقليل من هذا التلوث عن طريق الاستخدام الرشيد للأسمدة الكيميائية والمبيدات ومعالجة المخلفات السائلة قبل استخدامها للري. تُزرع المزيد من الأراضي التي تُروى بواسطة المياه السطحية والجوفية بالمحاصيل التي تغذيها الأمطار بكثافة، وذلك بسبب زيادة عدد السكان وزيادة استهلاك الحبوب الغذائية. تفقد الأراضي المروية خصوبتها وتتحول تدريجيًا إلى تربة قلوية غنية بالأملاح المعدنية.[10]
- يُعد تلوث الهواء الناتج عن احتراق الوقود الأحفوري بشكل رئيسي في الهند مصدر قلق آخر. قد تكون الجزيئات المحمولة مثل السناج والأدخنة والغبار ضارة بالبيئة تبعًا لتركيب الملوثات الكيميائي والفيزيائي. يمكن أن تؤثر هذه الملوثات الهوائية على المناخ، بل ويمكن أن تقلل من تشتت الإشعاع الشمسي في الغلاف الجوي.[11]
- التلوث الضوضائي: يمكن تعريف التلوث الضوضائي على أنه حالة من عدم الراحة أو التوتر الناتج عن الصوت عالي الشدة غير المرغوب فيه. يزيد هذا التلوث باضطراد مع زيادة نسبة التحضر والتصنيع.[10]

### تغير المناخ
تُعتبر الهند بصفتها دولة نامية، أكثر عُرضة لآثار تغير المناخ بسبب اعتمادها على القطاعات المُتأثرة بتغير المناخ مثل الزراعة والحِراجة. تؤدي الدخول المنخفضة للأفراد، بالإضافة إلى الميزانيات العامة الصغيرة إلى انخفاض القدرة على التكيف المالي، إذ تُعتبر الأمة الهندية عُرضة للآثار الاجتماعية والاقتصادية المباشرة لتغير المناخ.
أشارت دراسة أُجريت عام 2002 إلى أن درجة الحرارة قد ازدادت حول البلاد بنحو 0.57 درجة كل 100 عام.